# 메이위시
메이위시(MayWish)는 J9 엔터테인먼트가 결성한 대한민국의 걸 그룹이다. 첫 번째 싱글 음반 Hello로 2018년 10월 17일 데뷔하였다. 멤버 전원이 실용음악 보컬 전공자로 이중 3명이 백석예술대학교 출신이다.
2019년 6월 22일 멤버 전원이 회사를 나오면서 해체되었다.

## 구성원
- 안나 - 리더, 서브보컬
- 제령 - 서브보컬
- 효인 - 메인보컬
- 소은 - 막내, 메인 댄서, 서브보컬

## 디스코그래피
- Hello (2018년 10월 17일)
- SRR (2019년 5월 12일)